# Euglenes oculatus
Euglenes oculatus is een keversoort uit de familie schijnsnoerhalskevers (Aderidae). De wetenschappelijke naam van de soort werd in 1798 gepubliceerd door Gustaf von Paykull.